# Folke Bernadotte
Folke Bernadotte, comte de Wisborg, (Estocolm, 2 de gener de 1895 - Jerusalem, 17 de setembre del 1948) fou un diplomàtic suec, conegut per haver negociat l'alliberament de 15.000 presoners dels camps de concentració durant la Segona Guerra Mundial i haver estat assassinat per israelians quan actuava de mediador per les Nacions Unides.

## Ascendència
Folke Bernadotte, comte de Wisborg, era el net d'Òscar II de Suècia, que va ser rei de Suècia i de Noruega, i el nebot de Gustau V de Suècia. El seu pare era Oscar Bernadotte 1859-1953, príncep de Suècia, comte de Wisborg. La seva mare era Ebba Munck af Fulkila 1858-1946. Els seus pares es van casar el 1888.

## Diplomàtic durant la Segona Guerra Mundial

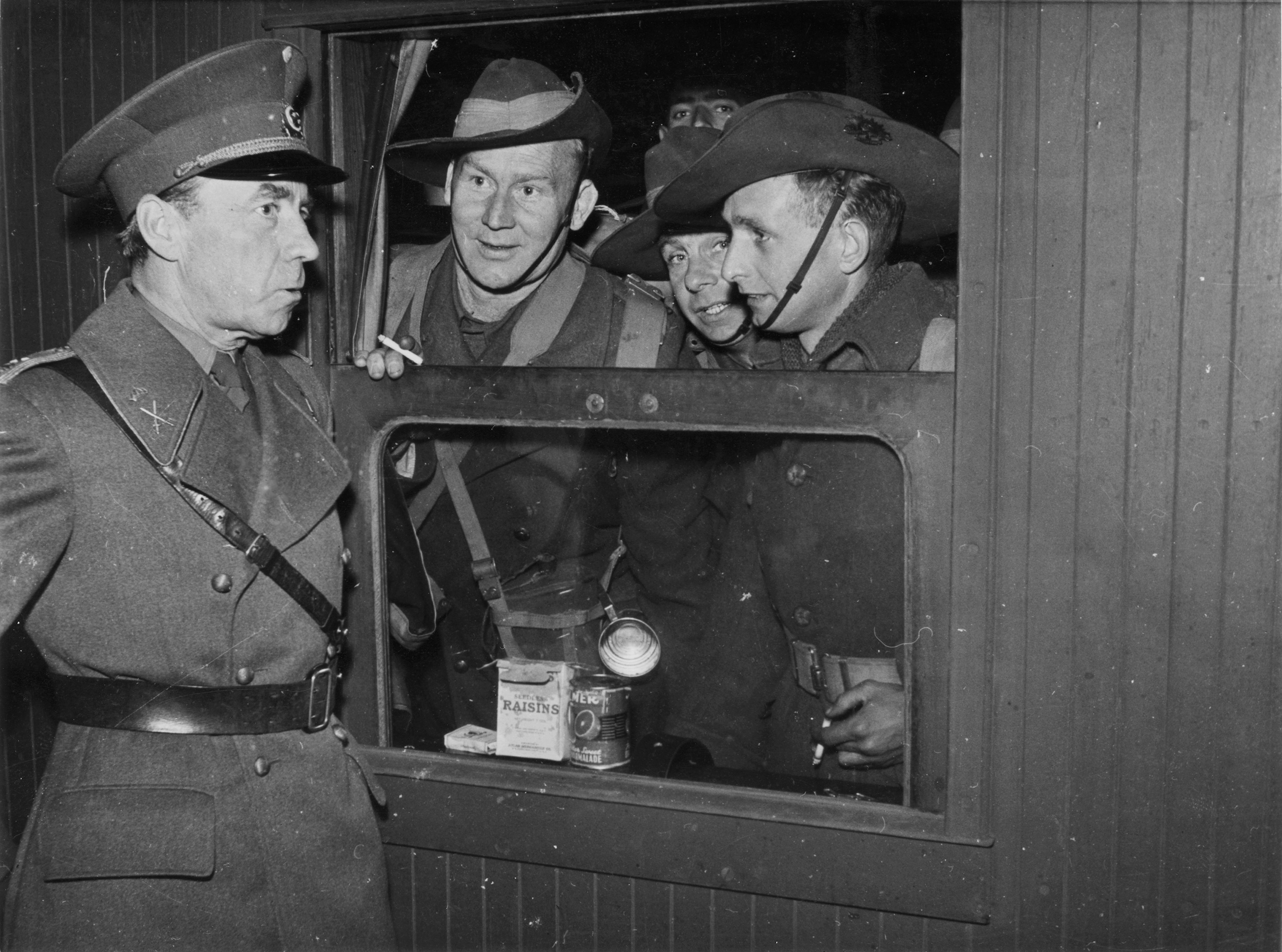
Bernadotte (a l'esquerra) conversant amb presoners de guerra australians a Alemanya (1943)

El 1945, llavors vicepresident de la Creu Roja sueca, Bernadotte va intentar negociar un armistici entre Alemanya i els Aliats de la Segona Guerra Mundial. Quan s'estava acabant la guerra, va rebre l'oferta feta per Heinrich Himmler d'una rendició completa d'Alemanya enfront del Regne Unit i dels Estats Units d'Amèrica, amb la condició que Alemanya fos autoritzada a continuar la resistència contra la Unió de Repúbliques Socialistes Soviètiques. Aquesta oferta va ser transmesa a Winston Churchill i a Harry S. Truman.
Poc abans de la fi de la Segona Guerra Mundial, Bernadotte va organitzar l'operació de rescat Busos blancs per evacuar deportats, sobretot noruecs i danesos, en hospitals suecs, així com deportats francòfons del Cap Arcona. Va alliberar així 15.000 persones de l'infern dels camps de concentració, i va assolir una immensa popularitat.
Tanmateix, alguns treballs històrics recents indiquen que aquesta operació tenia un cost moral, molt de temps ocultat : per permetre l'alliberament dels presoners escandinaus, aproximadament 2.000 altres presoners, malalts o moribunds, «principalment francesos, però també russos i polonesos», van sortir del camp de concentració de Neuengamme i van ser transferits cap a altres camps nazis. La transferència va ser efectuada als mateixos «busos blancs», conduïts per xofers suecs, que van servir per a l'evacuació dels escandinaus. «La majoria dels presoners van morir durant el trajecte, o just després.»

## Mediador de l'ONU

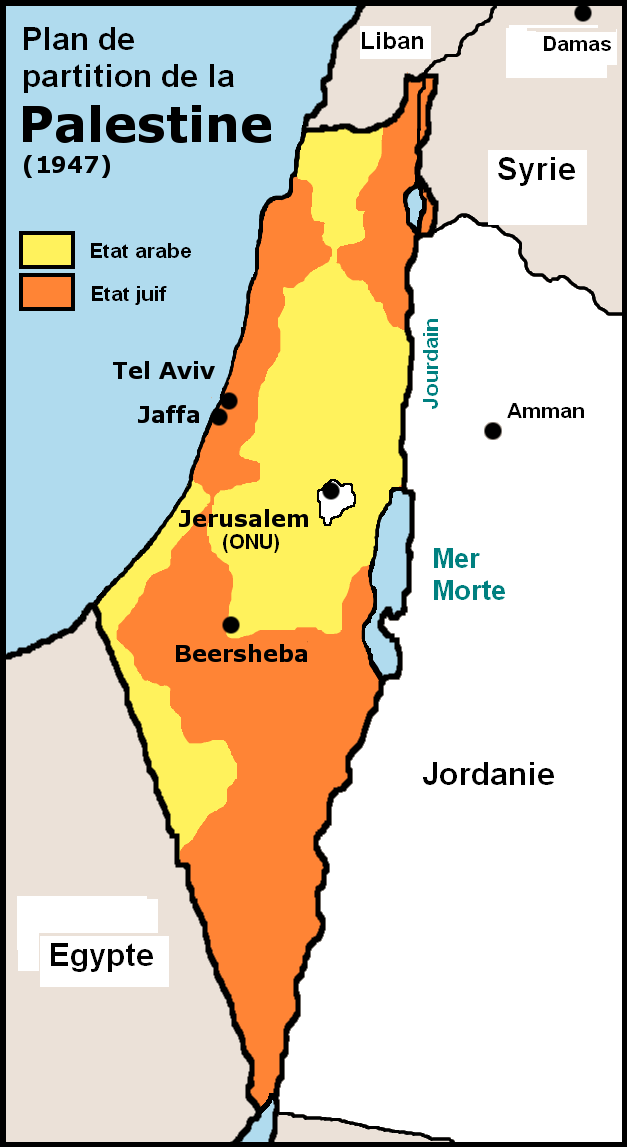
Pla de partició de Palestina de 1947

De resultes del Pla de partició de Palestina de 1947, esclaten enfrontaments entre jueus i àrabs a Palestina. Bernadotte és anomenat mediador de les Nacions unides a Palestina el 20 de juny de 1948. És així el primer mediador oficial de la història de l'organització. La seva missió és llavors immensa : fer aturar els combats i supervisar la posada en pràctica del repartiment territorial.

## Causes darrere l'assassinat de Bernadotte
Ràpidament, la tensió amb la part israeliana creix. El 27 de juny, el comte proposa un primer pla, amb un Estat israelià sobre un 20%de Palestina (en comptes dels 55% previst). L'Estat palestí desapareix i el seu territori és atribuït a Transjordània. Aquest pla és rebutjat per totes les parts, incloent-hi àrabs. 
| « | Bernadotte es fa el blanc, a Israel, d'una virulenta campanya de premsa. | » |

 El juliol, els membres del Lehi ja havien amenaçat Bernadotte de mort, en resposta a una trobada que havia tingut amb dos membres de l'Stern, el 24 de juliol : «Tenim la intenció de matar Bernadotte i tot altre observador de les Nacions Unides en uniforme que vindrà a Jerusalem». Quan els va demanar per què, «Van respondre que la seva organització estava determinada a fer que Jerusalem estigués sota l'autoritat de l'Estat d'Israel i que no permetria interferència de part d'una organització nacional o internacional» L'1 d'agost, Israel Eldad, un dels tres dirigents del grup Stern (o Lehi, un grup terrorista jueu sionista) declara, en el moment d'una assemblea pública a Jerusalem : «Els combatents per a la llibertat d'Israel adrecen un advertiment als observadors de les Nacions Unides [i] als generals de Bernadotte [...]. Utilitzarem contra els representants d'un poder estranger els mateixos mètodes que hem utilitzat contra els britànics». Segons Israel Eldad, la decisió de matar Bernadotte és presa l'agost pels tres dirigents del Lehi.
El 16 de setembre, Folke Bernadotte proposa un nou pla de partició de Palestina, en el qual Transjordània s'annexaria el Nègueb i Cisjordània. La confederació entre Israel i Transjordània desapareix. Aquest pla preveu igualment un Estat jueu que ocuparia tota Galilea, amb Jerusalem sota control internacional i la repatriació (o indemnització) dels refugiats. En relació amb aquest últim assumpte, el Comte Bernadotte escrivia «Seria ofendre els principis elementals només d'impedir aquestes innocents víctimes del conflicte de tornar a la seva llar, mentre que els immigrants jueus aflueixen a Palestina i de més amenacen de manera permanent de reemplaçar els refugiats àrabs arrelats en aquesta terra des de fa segles.» critica el pillatge sionista a gran escala i la destrucció de pobles sense necessitat militar aparent.» Aquest segon pla és de nou refusat pels israelians i els països àrabs (la Transjordània, gran guanyadora del projecte de Bernadotte, no gosa acceptar, tenint en compte l'ambient general).

## Assassinat
Després de l'aterratge a Kalandia - Jerusalem, Bernadotte i els seus acompanyants s'atansen amb cotxe a Jerusalem. Al programa del dia, dues coses: trobar-se amb els observadors de la treva i fer una tria per a l'emplaçament d'un nou quarter general, ja que fins aleshores Bernadotte i el seu equip operaven des de l'Hotel Roses, situada sobre l'illa grega de Rodes, el qual era als seus ulls era massa lluny de la zona de guerra. Després d'haver-se trobat amb els observadors de la treva i haver visitat alguns emplaçaments possibles per a l'edifici del quarter general, la comitiva de Bernadotte, composta per tres cotxes, va entrar al barri Katamon de Jerusalem. Cada cotxe arborava les banderes de les Nacions Unides i de la Creu Roja, i ningú, en aquesta comitiva, anava armat.
Bernadotte, quant a ell, havia refusat moltes vegades l'armilla antibales que se li proposava. Al cotxe del Mediador, sobre el seient del darrere, hi anaven: Bernadotte, el coronel francès André Sérot, cap dels observadors de les Nacions Unides a Jerusalem, i el general suec Aage Lundstrom, cap de la supervisió de la treva a Palestina, i representant personal de Bernadotte. El barri de Katamon, sota control de l'exèrcit israelià, era gairebé desert. Poc després d'haver salvat un check-point de l'exèrcit israelià, la comitiva és aturada per un jeep que li obstaculitza el pas. Tres homes armats, vestits amb l'uniforme de l'exèrcit israelià, sorgeixen d'aquest jeep mentre que el conductor es queda al volant. Els tres cotxes són cosits a bales. Bernadotte és abatut amb sis ràfegues de metralleta Schmeisser.
En la seva declaració mecanografiada, reconeixent la seva responsabilitat en el doble assassinat, els assassins demanen que se'ls excusi d'haver abatut Sérot «per error». Avui només se sap que «l'homicidi va ser planificat per Zettler, el comandant de la secció de Jerusalem (l'última en activitat i la més dura), que va ser decidit l'agost al més alt nivell pels tres responsables del centre i que l'execució en va ser confiada a un veterà del Lehi, Yehoshua Cohen. Els dos altres tiradors eren Yitzhak Ben-Moshe i «Gingi» Zinger, i el conductor del jeep es deia Meshulam Makover.

## Conseqüències de l'assassinat de Bernadotte
L'assassinat de Bernadotte va suscitar una condemna universal. Les sospites recauen ràpidament sobre el Lehi. «En 24 hores, més de 250 membres del Lehi són interpel·lats a tot el país. El govern ho aprofita per dissoldre les unitats de l'IZL a Jerusalem, encara que se sàpiga que no han estat implicats en el crim. L'endemà passat, el Lehi és oficialment dissolt per una llei "per a la prevenció del terrorisme».» «Zettler afirmarà haver rebut una promesa explícita del ministre de l'interior Yitzhak Grünbaum: "sereu condemnats per satisfer l'opinió mundial. Després d'això, sereu amnistiats.» De fet «Yalin Mor i el seu adjunt Mattiyahu Shmulovitz, condemnats el 2 de febrer de 1949 a diversos anys de presó, no per homicidi sinó per pertinença a una organització terrorista, seran alliberats dues setmanes després […] tots els altres presoners del Lehi es beneficiaran d'una amnistia general».
Nathan Yalin Mor va ser escollit a la Kenésset el gener de 1949 i el tirador Yeoshua Cohen va esdevenir guardaespatlles personal de David Ben-Gurion en els anys 1950. Isaac Shamir, el cap de les operacions del Lehi, esdevindrà per la seva part Primer Ministre d'Israel dues vegades.

## Propostes per a la pau
Tres dies després de la seva defunció, va ser publicada una relació que descrivia els esforços proposats per Bernadotte per portar a la pau. Contenia les proposicions següents :
- Transformar la primera calma en els combats en una pau permanent, o almenys en un alto el foc, i determinar les fronteres definitives dels Estats jueu i àrab a Palestina;
- Concedir el desert del Nègueb a l'estat àrab i Galilea a l'estat jueu;
- Internacionalitzar Jerusalem;
- Donar el control de les parts àrabs de Palestina als Estats àrabs (de fet a Transjordània);
- Assegurar-se que el port de Haifa i l'Aeroport de Lod donen servei a la vegada a les parts àrabs i jueves de la regió, així com als Estats àrabs veïns;
- Organitzar la repatriació dels refugiats palestins o bé la seva indemnització;
- Establir un comitè de reconciliació, primera etapa que hauria de portar a una pau duradora a la regió.

El govern israelià va rebutjar aquestes proposicions. Bernadotte va ser reemplaçat pel mediador americà Ralph Bunche, que negociarà finalment un alto el foc signat sobre l'illa grega de Rodes.